# Episodi di Sun College
Questa è la lista degli episodi dell'anime Sun College, adattamento del manga Vino di zucca di Mitsuru Miura.
L'anime, prodotto da Toei Animation, è stato trasmesso da TV Asahi tra luglio 1982 e agosto 1984 per un totale di 95 episodi. È stato raccolto prima in VHS e poi, molto tempo dopo, in DVD; quest'ultimi sono usciti in due BOX ad opera di wint il 27 settembre e il 29 novembre 2006. Il 21 marzo 2007 è stato pubblicato dalla Columbia Music Entertainment un CD contenente la musica della serie di Osamu Shouji. La sigla di apertura è L wa Lovely (Ｌはラブリー?) di Kumiko Kaori mentre quelle di chiusura sono Aoba Shunsuke the konjō (青葉春助・ザ・根性?) di Toshio Furukawa (Shunsuke) (prima parte della serie) e Pumpkin Night di[Toshio Furukawa (Shunsuke) e Keiko Yokozawa (Natsumi) (seconda parte della serie).
La serie è arrivata anche in Francia su TF1 nel 1989 col titolo Mes tendres années.
In Italia è stata trasmessa con il titolo Sun College: è andata in onda in prima TV su Italia 7 dal 1993 ed è stata replicata su Europa 7, Italia 7 Gold e su altre emittenti locali (tra cui Super 3) nei primi anni '00. La versione italiana ha ricevuto due edizioni diverse, in entrambe sono presenti censure e un cambio dei nomi dei personaggi: i primi 39 episodi sono stati doppiati dalla CRC, mentre i restanti, dal 40 in poi, dallo Studio P.V.. Yamato Video ha distribuito intorno al 1994 i primi episodi in alcune VHS, poi ha interrotto la pubblicazione e non sono state distribuite altre edizioni home video.
L'edizione televisiva italiana trasmessa su Italia 7 e 7 Gold utilizzava per parte degli episodi la sigla d'apertura giapponese con annessa videosigla e titolo della serie in lingua originale, mentre in chiusura si trovava la videosigla di Pumpkin Night curiosamente accoppiata allo stesso audio della sigla di apertura. Altri episodi utilizzavano invece sia in apertura sia in chiusura un breve montaggio di scene dell'anime con un brano strumentale (nella versione in apertura erano presenti il titolo dell'anime e dell'episodio in italiano). Soltanto alcune volte nelle repliche su Europa 7, le sigle precedenti sono state sostituite dalla sigla italiana Sun College, scritta ed interpretata da Stefano Bersola con la musica di Nicolò Fragile, che presenta un arrangiamento completamente diverso dalle originali ed è trasmessa con una videosigla montata per l'occasione. Essa è stata commercializzata all'interno dell'album Anime Songs pubblicato nel 2014 da Yamato Video.

## Lista episodi
Nella trasmissione su Europa 7 i primi 39 episodi andavano in onda senza titoli italiani.
| Nº | Titolo italiano Giapponese 「Kanji」 - Rōmaji - Traduzione letterale | In onda           | In onda           |
| Nº | Titolo italiano Giapponese 「Kanji」 - Rōmaji - Traduzione letterale | Giapponese        | Italiano          |
| 1  | Io sono un uomo 「おれは男だ！青葉春助」 - Ore wa otoko da! Aoba Shunsuke – "Io sono un uomo! Shunsuke Aoba" | 5 luglio 1982     | 13 agosto 1993    |
| 1  | Sanyo Aoba, un ragazzo giapponese basso e orgoglioso, è stufo di stare sempre circondato dalle donne; si trasferisce così al Sun College, una scuola che crede sia maschile. Qui fa la conoscenza di Lory Asaoka, una ragazza grande e amorevole, e tra i due nasce presto qualcosa, nonostante le loro differenze. |                   |                   |
| 2  | Una cravatta a ferri corti 「おれとあいつのネクタイ関係」 - Ore to aitsu no nekutai kankei – "Il legame tra me e la sua cravatta" | 12 luglio 1982    | 16 agosto 1993    |
| 2  | Lory, innamorata di Sanyo, realizza una cravatta apposta per lui. Dopo un iniziale rifiuto, il ragazzo accetta il regalo. Purtroppo il carattere di Sanyo provoca l'ira di Monta Akaye, il capo del suo dormitorio.                                                                                                 |                   |                   |
| 3  | Lo stendardo della discordia 「ナヌッ！７０点以下はクズだ？」 - Nanu! 70-ten ika wa kuzu da? – "Nanu! Sotto i 70 punti è brutto?" | 19 luglio 1982    | 18 agosto 1993    |
| 3  | Sanyo è sempre sul punto di innervosire Muscolo, il professore di matematica del Sun College, temuto dagli studenti. Mentre Lory si allena come majorette, Sanyo deve sollevare un pesantissimo stendardo. |                   |                   |
| 4  | Il castello delle donne 「くやしはずかし我が家の商売」 - Kuyashi hazukashi wagaya no shōbai | 26 luglio 1982    | 20 agosto 1993    |
| 4  | La madre di Sanyo, che gestisce un negozio di intimo femminile, ha bisogno dell'aiuto del figlio, che però è riluttante. Lory vuole conoscere la madre del ragazzo e la sua attività. |                   |                   |
| 5  | Un cane per tutti i gusti 「エルより怖いものがある」 - Eru yori kowai mono ga aru – "C'è qualcosa di più spaventoso di Elle" | 2 agosto 1982     | 23 agosto 1993    |
| 5  | Nitaro, il cane domestico di Molly, vuole molto bene a Lory ed è geloso di Sanyo, in quanto interesse amoroso della ragazza. Di contro, Sanyo ha paura dei cani e deve stare attento. |                   |                   |
| 6  | Meglio solo che dalle donne circondato 「ふたりっきりの夜なんて」 - Futarikkiri no yoru nante – "Una notte per noi due soli" | 9 agosto 1982     | 25 agosto 1993    |
| 6  | Sanyo decide di badare al dormitorio del Sun College per qualche giorno. Ovviamente Lory non intende lasciarlo solo. Inoltre circolano voci di un fantasma che appare quando la scuola chiude per le vacanze estive.                                                                                                |                   |                   |
| 7  | Auguri per due 「甘くて辛いぜプレゼント作戦」 - Amakute tsuraize purezento sakusen – "Il piano del regalo sia dolce che doloroso" | 16 agosto 1982    | 27 agosto 1993    |
| 7  | Presto è il compleanno di Sanyo e Lory: il 18 agosto. Il ragazzo deve trovare i soldi per comprare il regalo della ragazza; questa lavora part-time nel ristorante di sua madre e inventa una gara: chi mangia un enorme dolce entro mezz'ora può vincere il premio in denaro, e Sanyo è uno di questi concorrenti. |                   |                   |
| 8  | Alibi di legno 「見られてたまるか男の秘密」 - Mirarete tamaru ka otoko no himitsu – "Il segreto di un uomo che cerca di essere visto" | 23 agosto 1982    | 30 agosto 1993    |
| 8  | Honma vuole imparare a diventare come il suo compagno di classe e amico Sanyo. Quest'ultimo però si rifiuta di fargli conoscere l'attività di famiglia per evitare imbarazzo. Lory intende aiutare i due amici. |                   |                   |
| 9  | Tempi duri... per i duri 「ぶりっ子はないぜ寮長さん」 - Burikko wa naize ryōchō-san | 30 agosto 1982    | 1º settembre 1993 |
| 9  | Akaye è invidioso della popolarità di Sanyo. Honma viene a conoscenza delle intenzioni ostili del capo dormitorio e avverte l'amico. Lory e le sue amiche inventano una bugia per impedire ad Akaye di picchiare Sanyo: votarlo come il ragazzo più popolare del Sun College se migliora il suo carattere.          |                   |                   |
| 10 | ? 「エルのビキニを取り返せ！」 - Eru no bikini wo torikaese! – "Restituisci il bikini di Elle!" | 6 settembre 1982  | settembre 1993    |
| 10 | Sanyo, Lory, Akaye, Kaida, due amici e due amiche partono per trovare un amico fuori città e passare la giornata al mare. Durante la permanenza sulla spiaggia, tre ragazzi delinquenti rubano il costume da bagno di Lory per farle un dispetto.                                                                   |                   |                   |
| 11 | Caccia alle spie 「テッキンのスパイは誰だ！？」 - Tekkin no supai wa dareda!? | 11 ottobre 1982   | 3 settembre 1993  |
| 11 | Si sospetta che il professor Muscolo abbia dalla sua parte una spia nel Sun College, in quanto conosce i segreti di Akaye e di Lory. Si scopre anche che Sanyo ha scritto un tema molto particolare. |                   |                   |
| 12 | ? 「ラブカセットに思いをこめて」 - Rabu kasetto ni omoi wo komete – "Metti i tuoi sentimenti nella cassetta dell'amore" | 18 ottobre 1982   | settembre 1993    |
| 12 | Sanyo e Lory scrivono i loro diari da una settimana. Una notte Sanyo fa un sogno molto vivido che include la sua amata Lory. Qualche giorno dopo Lory incide su una musicassetta a tema d'amore alcuni dettagli che vuole rivelare a Sanyo.                                                                         |                   |                   |
| 13 | ? 「ブリッコ天使がやって来た」 - Burikko tenshi ga yattekita – "L'angelo Burikko è finalmente arrivato" | 25 ottobre 1982   | settembre 1993    |
| 13 | Il cuginetto di Lory ricatta Sanyo con foto compromettenti e gli estorce ogni avere attraverso partite di poker. Mentre Sanyo è ridotto ad essere suo servo, Lory verrà presto a conoscenza di ciò. |                   |                   |
| 14 | Gita in montagna 「おれとあいつの嵐の一夜」 - Ore to aitsu no arashi no ichiya – "La mia e sua prima notte di tempesta" | 1º novembre 1982  | 13 settembre 1993 |
| 14 | Il nostro gruppo di amici è in gita. Sanyo sbaglia l'indirizzo dell'hotel e rimedia trovando una tenda attrezzata in un campeggio vicino. In cerca di cibo da raccogliere, vengono sorpresi tutti da una perturbazione. Lory e Sanyo trovano riparo dalla pioggia e dal vento in una miniera abbandonata.           |                   |                   |
| 15 | Mister fiore 「恋のライバルぶっとばせ」 - Koi no raibaru buttobase – "Il rivale in amore mi ha spazzato via" | 8 novembre 1982   | 15 settembre 1993 |
| 15 | Lory ha un corteggiatore segreto: è Honma, che vuole uscire con lei per un giorno. Sanyo lo aiuta. Honma e Lory passano una piacevole domenica insieme. Però Toshi, il fratello maggiore di Honma e capitano di una squadra di tennis, dà un bacio a Lory provocando la gelosia di Sanyo.                           |                   |                   |
| 16 | Sfida all'ultimo guaio 「ギャル・パワーでもう死にそう」 - Gyaru pawā de mō shini sō – "Morirò al potere delle gal" | 15 novembre 1982  | 17 settembre 1993 |
| 16 | È il giorno della sfida annuale tra gli studenti e le studentesse del Sun College, e la squadra vincente può cambiare il regolamento. La gara, nata come festa, è diventata discriminatoria tra i maschi e le femmine con il passare degli anni.                                                                    |                   |                   |
| 17 | Sogni di fuoco 「おれの夢 あいつの夢」 - Ore no yume aitsu no yume – "Il mio sogno, il suo sogno" | 22 novembre 1982  | 20 settembre 1993 |
| 18 | Un temibile capo 「男か女か！？鬼の先輩」 - Otoko ka onna ka!? Oni no senpai | 29 novembre 1982  | 22 settembre 1993 |
| 19 | Invito a doppio effetto 「ナヌッ、エルがテッキンと婚約！？」 - Nanu, Eru ga tekkin to kon'yaku!? | 6 dicembre 1982   | 24 settembre 1993 |
| 20 | Tifo per tifosi 「ＬからＳへの応援歌」 - L kara S e no ōen uta – "Canto d'incoraggiamento da L a S" | 13 dicembre 1982  | 27 settembre 1993 |
| 21 | Lite bestiale 「あいつに見られた尻のキズ」 - Aitsu ni mirareta shiri no kizu | 20 dicembre 1982  | 29 settembre 1993 |
| SP | 「おれとあいつの新婚旅行！？」 - Ore to aitsu no shinkon ryokō!? – "La mia e la sua luna di miele!?" | 27 dicembre 1982  | -                 |
| 22 | Dadi fidati 「あいつを泣かせたドジなおれ！」 - Aitsu wo nakaseta doji naore! | 10 gennaio 1983   | 1º ottobre 1993   |
| 23 | Una prova glaciale 「おれとあいつの寒中水泳」 - Ore to aitsu no kanchū suiei | 17 gennaio 1983   | 4 ottobre 1993    |
| 24 | Vacanze infernali 「相合傘に雪が降る」 - Aiaigasa ni yuki ga furu | 24 gennaio 1983   | 6 ottobre 1993    |
| 25 | Scuola di corteggiamento 「おれとエルとのデートごっこ」 - Ore to Eru to no dēto-gokko – "Il mio appuntamento con Elle" | 31 gennaio 1983   | 8 ottobre 1993    |
| 26 | ? 「ふたりのバイトはハッピー・バースデー」 - Futari no baito wa happī bāsudē – "Il lavoro part-time di entrambi sono un buon compleanno" | 7 febbraio 1983   | ?                 |
| 27 | ? 「ガーン！エルが消えた！？」 - Gān! Eru ga kieta!? – "Gan! Elle è scomparsa!?" | 14 febbraio 1983  | ?                 |
| 28 | ? 「催眠術で大接近！！」 - Saimin-jutsu de dai sekkin!! – "Ottimo approccio con l'ipnosi" | 21 febbraio 1983  | ?                 |
| 29 | ? 「おれとあいつのあいすダンス」 - Ore to aitsu no aisu dansu – "Io e lui balliamo sul ghiaccio" | 28 febbraio 1983  | ?                 |
| 30 | ? 「おれが女になった日」 - Ore ga onna ni natta hi – "Il giorno in cui sono diventata una ragazza" | 7 marzo 1983      | ?                 |
| 31 | ? 「おれとあいつのベビー知ったァ！」 - Ore to aitsu no bebī shittaa! – "Io e lui da baby sitter! (?)" | 14 marzo 1983     | ?                 |
| 32 | ? 「悪魔の館でエルが呼ぶ」 - Akuma no yakata de Eru ga yobu – "Elle chiama nella dimora del diavolo (?)" | 21 marzo 1983     | ?                 |
| 33 | ? 「デートを賭けたカヌー・レース」 - Dēto wo kaketa kanū rēsu – "Gara di canoa con appuntamento" | 28 marzo 1983     | ?                 |
| 34 | ? 「ニャンともしゃくにさわるヤツ！」 - Nyantomo shakunisawaru yatsu! – "Quello che tocca il miagolio!" | 4 aprile 1983     | ?                 |
| 35 | ? 「ついにばれるか！？女の城」 - Tsui ni bareru ka!? Onna no shiro – "Puoi finalmente scoprirlo!? Il castello della donna" | 11 aprile 1983    | ?                 |
| 36 | ? 「エルは女で勝負する」 - Eru wa onna de shōbu suru – "Elle vince come donna" | 18 aprile 1983    | ?                 |
| 37 | ? 「ある日突然お姫さま」 - Aru hi totsuzen ohime-sama – "Un giorno improvvisamente principessa" | 25 aprile 1983    | ?                 |
| 38 | ? 「ラブラブ愛の二人っきり券」 - Raburabu ai no futarikkiri ken – "I biglietti d'amore solo per noi due" | 2 maggio 1983     | ?                 |
| 39 | ? 「ラーメンかエルか？それが問題だ！！」 - Rāmen ka Eru ka? Sore ga mondai da!! – "Sarà il ramen o sarà Elle? È questo il problema!!" | 9 maggio 1983     | ?                 |
| 40 | Manette d'amore 「ふたりをつなぐ愛の手錠」 - Futari wo tsunagu ai no tejō – "Le manette d'amore che ci uniscono" | 16 maggio 1983    |                   |
| 41 | Alex è nei guai 「ギクッ！エルがスカートをぬいだ！！」 - Giku! Eru ga sukāto wo nuida!! | 23 maggio 1983    |                   |
| 42 | Due ragazze innamorate 「姫とエルとのラブコール」 - Hime to Eru to no rabukōru – "La chiamata d'amore della principessa e Elle" | 30 maggio 1983    |                   |
| 43 | La formula magica 「ヒップに貼った結婚キップ」 - Hippu ni hatta kekkon kippu | 6 giugno 1983     |                   |
| 44 | A casa di Susan 「窓をあけたらかぐや姫」 - Mado wo aketara Kaguya-hime | 20 giugno 1983    |                   |
| 45 | Il segreto di Lisa 「エルのひみつを密着取材！！」 - Eru no himitsu wo mitchaku shuzai!! | 27 giugno 1983    |                   |
| 46 | Caccia alla lumaca 「エルと一緒に死んでもらいます」 - Eru to issho ni shinde moraimasu | 4 luglio 1983     |                   |
| 47 | Scambio di sorprese 「ジーンと来たぜ！あいつの想い」 - Jīn to kitaze! Aitsu no omoi | 11 luglio 1983    |                   |
| 48 | In crociera 「誰にも言えない夜中の出来事」 - Dare ni mo ienai yonaka no dekigoto – "Eventi di mezzanotte che non si possono dire a nessuno" | 18 luglio 1983    |                   |
| 49 | Un gatto da domare 「おれたち二人の スイートホーム」 - Oretachi futari no suīto hōmu – "La nostra dolce casa" | 25 luglio 1983    |                   |
| 50 | Bei vecchi ricordi 「ナヌッ！おれが婚約してたって！？」 - Nanu! Ore ga kon'yaku shitetatte!? | 1º agosto 1983    |                   |
| 51 | Una notte indimenticabile 「星に見られた二人の夜」 - Hoshi ni mirareta futari no yoru – "La nostra notte guardata nelle stelle" | 15 agosto 1983    |                   |
| 52 | La grande sfida 「エルをめざして男になれ」 - Eru wo mezashite otoko ni nare | 22 agosto 1983    |                   |
| 53 | Una domenica d'estate 「エルに抱かれたおれの身代り」 - Eru ni dakareta ore no migawari | 29 agosto 1983    |                   |
| 54 | Incompresi 「おれとエルとの着せ替えごっこ」 - Ore to Eru to no kisegae-gokko | 5 settembre 1983  |                   |
| 55 | Il quadrifoglio misterioso 「エルを脱がせたラブレター」 - Eru wo nugaseta raburetā | 12 settembre 1983 |                   |
| 56 | La foto degli sposi 「他人には見せない秘写真」 - Hito ni wa misenai maruhi shashin | 19 settembre 1983 |                   |
| 57 | La scatola dei ricordi 「エルが胸キュン！タイムカプセル」 - Eru ga mune kyun! Taimu kapuseru – "Elle ha il batticuore! La capsula del tempo" | 26 settembre 1983 |                   |
| 58 | La scrittrice 「ショック！エルのヌード写真」 - Shokku! Eru no nūdo shashin – "Shock! La foto di nudo di Elle" | 17 ottobre 1983   |                   |
| 59 | Due cuori nella tempesta 「嵐の中のファースト・キッス」 - Arashi no naka no fāsuto kissu – "Primo bacio nella tempesta" | 24 ottobre 1983   |                   |
| 60 | Telefonate misteriose 「ナヌッ！！エルのパンティ情報」 - Nanu!! Eru no panti jōhō | 31 ottobre 1983   |                   |
| 61 | Oggi sposi 「ふたりっきりの新婚アパート」 - Futarikkiri no shinkon apāto | 7 novembre 1983   |                   |
| 62 | Due piccoli fuggiaschi 「エルと２人でかけおち修行」 - Eru to futari de kake ochi shugyō | 14 novembre 1983  |                   |
| 63 | Pericolo scampato 「エルがホテルでＳＯＳ！！」 - Eru ga hoteru de SOS!! | 21 novembre 1983  |                   |
| 64 | Messaggi anonimi 「急接近！！少女Ａ」 - Kyū sekkin!! Shōjo A | 28 novembre 1983  |                   |
| 65 | Una ragazzina tutto pepe 「立入禁止！！土曜の夜」 - Tachiirikinshi!! Doyō no yoru | 5 dicembre 1983   |                   |
| 66 | Ladro di biciclette 「ナヌッ赤ちゃんが欲しくなった！？」 - Nanu akachan ga hoshikunatta!? | 12 dicembre 1983  |                   |
| 67 | Il gioco dei sentimenti 「ついに絶交！！おれとエル」 - Tsui ni zekkō!! Ore to Eru | 19 dicembre 1983  |                   |
| 68 | Un famoso pittore 「エルを勝手に脱がせるな！」 - Eru wo katte ni nugaseruna! | 26 dicembre 1983  |                   |
| 69 | Tempo di vacanze 「ゾーッ！幽霊とキッスをした」 - Zō! Yūrei to kissu wo shita – "Zo! Ho baciato un fantasma" | 9 gennaio 1984    |                   |
| 70 | Viaggio alle Hawaii 「ビキニのあいつとハワイ旅行」 - Bikini no aitsu to Hawai ryokō – "Quella in bikini e il viaggio alle Hawaii" | 16 gennaio 1984   |                   |
| 71 | Scherzi da marinai 「エルが夜中に襲われる！」 - Eru ga yonaka ni osowareru! – "Elle viene attaccata nel cuore della notte!" | 23 gennaio 1984   |                   |
| 72 | La chiromante 「二人をひき裂く恋占い」 - Futari wo hikisaku koi uranai | 30 gennaio 1984   |                   |
| 73 | Il primo amore 「初恋同士の露天風呂」 - Hatsukoi dōshi no rotenburo | 6 febbraio 1984   |                   |
| 74 | Intercettazioni 「おれとエルとのホットライン」 - Ore to Eru to no hottorain – "Hot line tra me ed Elle" | 13 febbraio 1984  |                   |
| 75 | Un monumento 「テッキン公認ふたりの時間」 - Tekkin kōnin futari no jikan | 20 febbraio 1984  |                   |
| 76 | Un'amica in difficoltà 「エルが突然大変身！！」 - Eru ga totsuzen dai henshin!! – "La grande trasformazione all'improvviso di Elle!!" | 27 febbraio 1984  |                   |
| 77 | Il cinema non fa per me 「ナヌッ！ニタの名は青葉春助」 - Nanu! Nita no na wa Aoba Shunsuke | 5 marzo 1984      |                   |
| 78 | Il professor Jordan se ne va 「バンザーイ！テッキンが辞める」 - Banzāi! Tekkin ga yameru | 12 marzo 1984     |                   |
| 79 | DJ per un giorno 「エルのラブ・ラブ・ジョッキー」 - Eru no rabu rabu jokkī – "Love Love Jockey di Elle" | 19 marzo 1984     |                   |
| 80 | Una dichiarazione d'indipendenza 「おれたち二人の独立宣言」 - Oretachi futari no dokuritsu sengen – "La nostra dichiarazione d'indipendenza" | 26 marzo 1984     |                   |
| 81 | Nicky 「おれとエルとの子育てごっこ」 - Ore to Eru to no kosodate-gokko | 16 aprile 1984    |                   |
| 82 | La collana 「エルに届くな男の恥」 - Eru ni todokuna otoko no haji | 23 aprile 1984    |                   |
| 83 | Un lavoretto segreto 「おれたち二人のドッキリバイト」 - Oretachi futari no dokkiribaito – "Il nostro lavoro part-time segreto" | 30 aprile 1984    |                   |
| 84 | Le nozze di Lisa 「エルが結婚しちゃったァ！」 - Eru ga kekkon shichattaa! – "Elle si è sposata!" | 7 maggio 1984     |                   |
| 85 | A mali estremi… 「夜空のあおば湯、月水金」 - Yozora no Aoba yu, gessuikin | 14 maggio 1984    |                   |
| 86 | Alex si mette a studiare 「おれが勉強にめざめるとき」 - Ore ga benkyō ni mezameru toki | 21 maggio 1984    |                   |
| 87 | Il diario segreto 「見られちゃ困るラブラブ日記」 - Mirarecha komaru raburabu nikki | 28 maggio 1984    |                   |
| 88 | Un padre per Alex 「ナヌッ！テッキンがおれの親父！？」 - Nanu! Tekkin ga ore no oyaji!? | 4 giugno 1984     |                   |
| 89 | Un fidanzato per Cinzia 「パンツを脱がなきゃ男じゃない」 - Pantsu wo nuganakya otoko janai | 25 giugno 1984    |                   |
| 90 | Esami in piscina 「裸で受ける恐怖のテスト」 - Hadaka de ukeru kyōfu no tesuto | 2 luglio 1984     |                   |
| 91 | Il mistero delle ruote scomparse 「おれとエルとが失神寸前！」 - Ore to Eru to ga shisshin sunzen! | 9 luglio 1984     |                   |
| 92 | Buon compleanno Lisa 「アイ・ラブ・ユー！エル」 - Ai rabu yū! Eru – "I love you! Elle" | 16 luglio 1984    |                   |
| 93 | In gita scolastica 「二人だけの修学旅行」 - Futari dake no shūgakuryokō – "Gita scolastica solo per noi due" | 23 luglio 1984    |                   |
| 94 | Guai in lavanderia 「あいつの下着はイタリー製」 - Aitsu no shitagi wa Itarī-sei – "La sua biancheria intima made in Italy" | 20 agosto 1984    |                   |
| 95 | Addio Sunshine College 「さらば！サンシャイン学園」 - Saraba! Sanshain gakuen – "Addio! Sunshine College" | 27 agosto 1984    |                   |